# ギブズ (小惑星)
ギブズ (2937 Gibbs) は、小惑星帯に位置する小惑星。1980年6月14日、アリゾナ州フラッグスタッフのアンダーソン・メサ観測所でアメリカ合衆国の天文学者エドワード・ボーエルによって発見された。

## 軌道
ギブズは火星横断小惑星で、1290日の公転周期を持つ。その軌道離心率はおよそ0.30、黄道に対しておよそ22°傾斜している。

## 物理的特徴
ギブズは石質な物質を主成分とするS型小惑星であると推定されている。

## 名称
熱力学、光学、ベクトル解析などの分野で知られる科学者ウィラード・ギブズにちなんで命名された。ギブズは、軌道に関する研究で小惑星の研究に大きく貢献した。